# Elachista baltica
Elachista baltica is een vlinder uit de familie grasmineermotten (Elachistidae). De wetenschappelijke naam is voor het eerst geldig gepubliceerd in 1891 door E. Hering.
De soort komt voor in Europa.